# Туркменская степь
Туркменская степь (также Туркменсахра; дословно — «туркменское пространство»: перс. ترکمن‌صحرا‎ — сэхра-и торкман; туркм. Türkmensähra) — историко-географическая область в северо-восточной части Исламской Республики Иран, на границе с Туркменией. Среднегодовое количество осадков — 150 мм.
Численность населения региона по состоянию на 2015 год составляет 1,6 — 3 млн человек.

## Физико-географические характеристики

### Географическое положение
Представляет собой низменную равнину со сравнительно незначительным уклоном в сторону Каспийского моря. Простирается от его восточного побережья на западе до Эльбурсских гор на востоке и от реки Атрек на севере до села Шахмерз на юге. Среднегодовое количество осадков — 150 мм.

### Флора и фауна

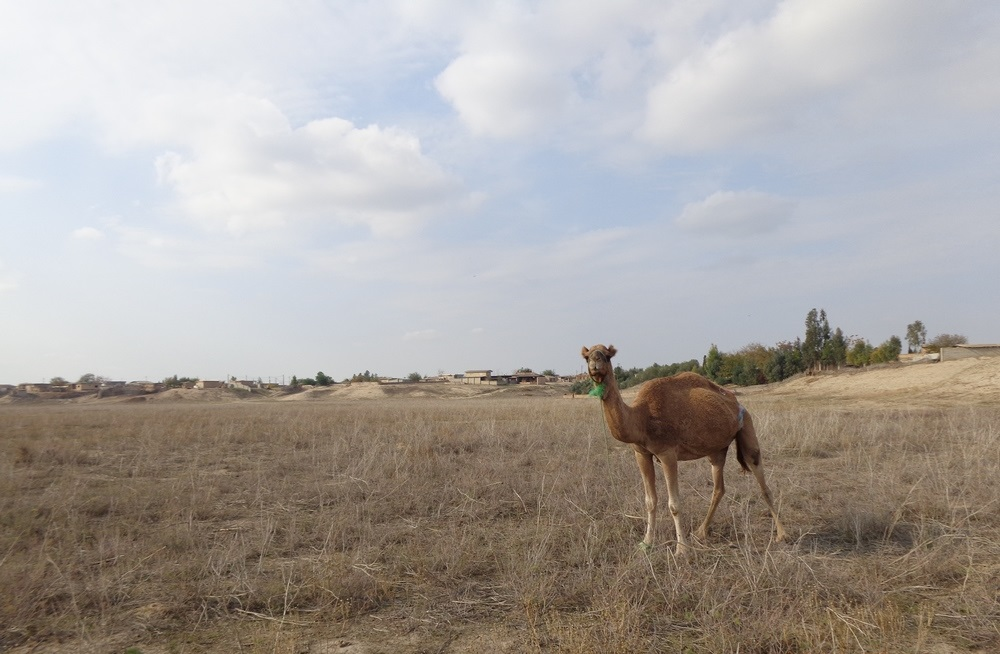
Верблюд в Туркменсахре

В Туркменсахре проживает хорасанский стеллион, представляющий собой, по мнению доктора наук, профессора Тихоокеанского университета (США) Стивена Андерсона, единственного иранского эндемика региона. Степь входит в состав ареала распространения персидского леопарда, степной лисицы, азиатского шакала, волка и онагра. Копытные представлены румынским кабаном, закаспийским уриалом, благородным оленем. В число домашних животных входят овца, верблюд, корова, туркменская лошадь, азиатский буйвол. Преобладают птицы следующих видов: фазан, серая куропатка, чёрный аист, беркут и балобан.
Леса в основном гирканские и можжевёловые, незначительно — фисташковые, преимущественно в восточной части.

## Этническая география региона
Крупнейший город региона — Горган, преимущественно населённый иранцами, несмотря на значительный приток в последнее время туркменов и белуджи. Также на территории Туркменсахры расположены города Гомбеде-Кавус, Ак-Кала, Келале, Мараве-таппе, Гюмюшан и Бендер-Торкемен.
Бо́льшую часть жителей составляют этнические туркмены. По состоянию на 2015 год численность населения в Туркменсахре составляет 1,6—3 млн человек, подавляющее большинство которых исповедует ислам шиитского толка. Количество последователей суннизма, принадлежащих к суфийскому братству Кадирия и часто подвергающихся гонениям, незначительно и составляет более 0,5 млн человек. Туркменсахра — область наибольшего распространения рака пищевода в мире.
Во второй половине XX века туркмены, проживавшие в степи, занимались разведением верблюдов и мелкого рогатого скота, в южной части — буйволов с целью извлечения из них молока. Они возделывали пшеницу и ячмень и лишь на юге Туркменсахры — дыню и табак. Обработка земли происходила посредством омача, малы, кетменя и лопаты. Применялся способ самосева пшеницы, перестаивавшей на корню, первобытного характера — хирова, характеризовавшийся запахиванием после сбора пшеницы опавших зёрен омачом. Таким образом, техника земледелия носила довольно отсталый характер. Отсутствие модернизации и системы орошения почвы привело к применению крестьянами ручного способа полива посевов.
Местное население проживает в каменных или помещённых на сваи деревянных домах; возведение же жилищ из глины невозможно в силу засоленности почвы. В этническом отношении оно достаточно длительный промежуток времени вело полукочевой образ жизни, лишь в 1950-е годы перейдя к оседлому образу жизни. В настоящее время происходит активная ассимиляция туркменов в иранском обществе.
Для населения Туркменсахры свадебная церемония имеет огромное социально-экономическое значение. С его точки зрения, свадьба и деторождение придаёт семьям и племенам силы.

## История

### Средние века

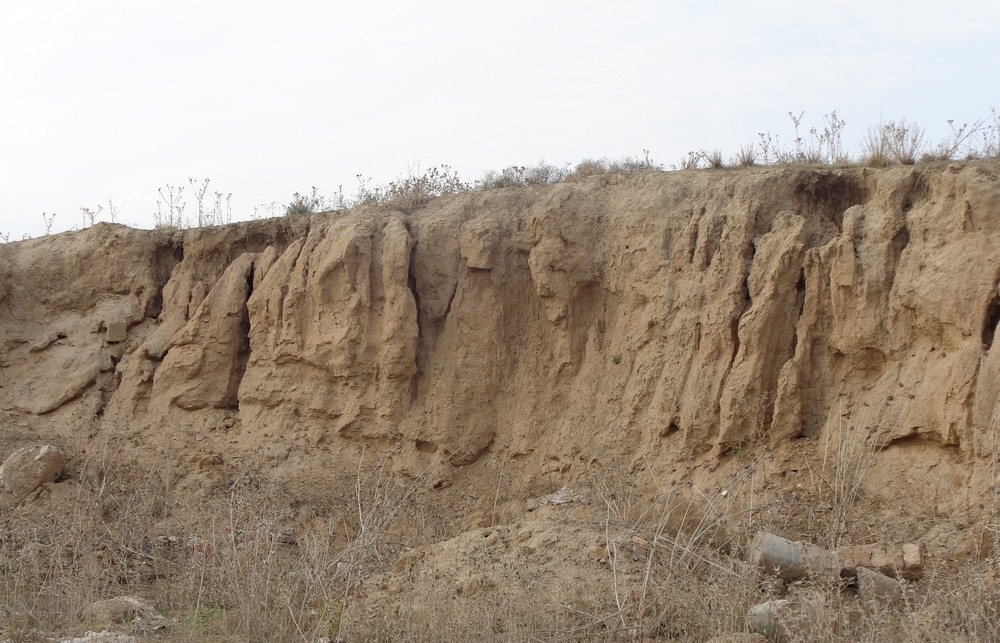
Геологическое строение почв Туркменсахры

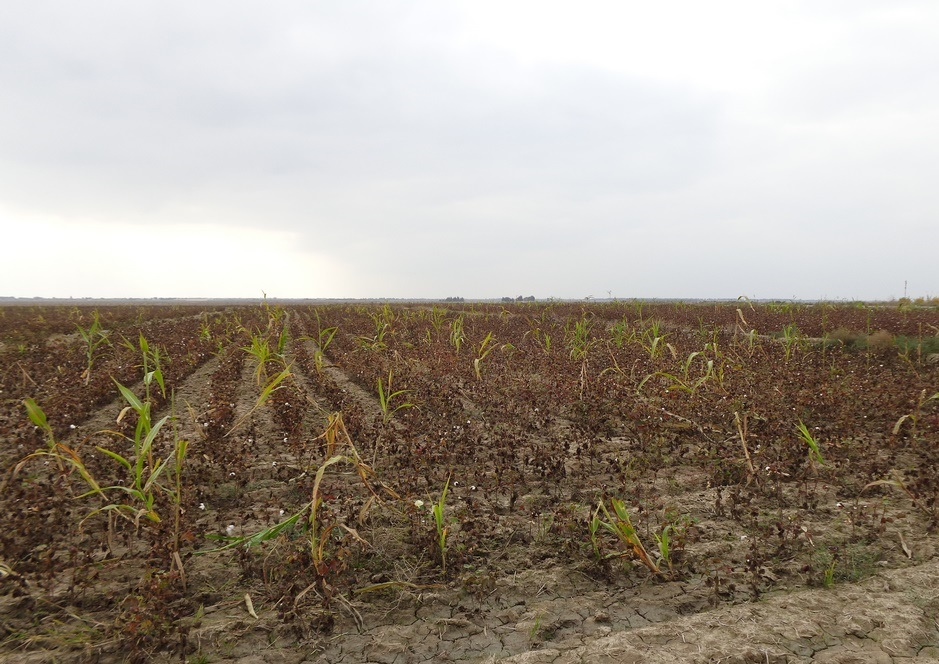
Посевы хлопчатника в Туркменской степи

Первоначально территория Туркменской степи входила в состав различных персидских государств, однако в результате завоевательных походов, осуществлённых Арабским халифатом в начале VIII века н. э., Туркменсахра оказалась под его контролем. В IX—X веках в степи поселились огузы. В 1219—1221 годах местные поселения опустошили монголы, однако крупнейшим кочевым племенам туркмен удалось выжить. В начале XV века нагорье Туркменсахры заселило большое количество тюркских племён.

### Новое время
В период нахождения у власти династии Каджаров степь заселили племена хорасанских туркменов — йомудов, гекленов, текинцев, салыров и эрсари. В XVIII—XIX веках туркмены, несмотря на наличие в области осевших земледельцев и кочующих со своими стадами пастухов, оказывали успешное сопротивление персидскому, русскому и британскому колониализму. В период русского завоевания Средней Азии Туркменсахра представляла собой огромный интерес для колонизаторов в силу убеждённости последних в безусловных правах на южный Прикаспий. В 1881 году Российская империя завершила завоевание северной Туркмении. Согласно договору об установлении русско-персидской границы, подписанному 9 декабря 1881 года, изначально российская территория Туркменсахра вошла в состав Персии. Остальные регионы расселения этнических туркмен отошли Афганистану. В конце XIX века по территории степи проходило огромное количество караванных путей из Хивы и Бухары к побережью Каспийского моря, в Персию и в Афганистан.
В 1909 году, в результате интервенции в Персию, Российская империя приступила к освоению земель Туркменсахры. Это привело к тому, что к 1912 году в степи появились первые посёлки русских переселенцев. Так, к 1914 году их количество достигло 13; также был возведён ряд хуторов. Летом 1917 года положение населения степи значительно ухудшилось: среди кочевых племён распространялись тиф и голод. В этих условиях Временное правительство, стремясь установить южную границу государства по реке Горган, выдвинуло инициативу о необходимости провозглашения Туркменской автономной области, вошедшей бы в зону влияния Российской республики, однако в результате прихода к власти большевиков её проект так и остался нереализованным.

### Новейшее время
После смерти 4 августа 1922 года в бою против Красной Армии одного из руководителей басмаческого движения в Средней Азии Энвера-паши ряд лояльных ему офицеров нашёл пристанище в Туркменсахре. Начавшееся в 1924 году в СССР национально-территориальное размежевание привело к росту националистических настроений среди туркмен, проживавших в Туркменской степи и ощущавших себя угнетаемым иранским меньшинством. В мае того же года Каджары приняли решение подчинить своему влиянию местные племена, на что последние ответили восстанием и провозглашением независимой Туркменской республики. Пост президента занял почитаемый местными жителями Осман-ахун из джафарбаевского рода кор, окончивший Бухарское медресе. Однако Советский Союз не поддержал восстание, запретив туркменским социалистам оказывать помощь восставшим, опасаясь провокации со стороны британской разведки. В результате данных мер к концу 1925 года Персии удалось подавить восстание. Три тысячи бунтовщиков, в том числе Осман-ахун, бежали в среднеазиатские владения СССР, представители властей которых осуществили интернирование последних.
В начале 1930-х годов в степи были обнаружены огромные запасы нефти, однако в результате соответствующей договорённости с Советским Союзом персидские власти отказались приступать к их разработке когда бы то ни было.
К моменту начала англо-советского вторжения в Иран в Туркменсахре при содействии Третьего рейха были укомплектованы склады с оружием и веществами взрывчатого характера и осуществлена топографическая съёмка пограничных объектов.
В 1950-х годах в Туркменсахре начался процесс оттока населения в города в результате промышленной революции. Так, согласно переписи населения, произведённой в 1956 году, 38 % населения степи уже работало по найму.

Аятолла Хомейни и Мехди Базарган в ходе исламской революции (1979)

К моменту начала исламской революции в 1979 году уровень благосостояния населения Туркменской степи был на порядок выше, нежели большинства иранцев: сельское хозяйство региона было абсолютно механизированным. Однако Туркменсахра, плодородные земли которой были скуплены персидским правительством через управление шахскими имениями, в ходе «белой революции», находилась в личной собственности шаха Мохаммеда Резы Пехлеви. Также в степи находились крупные владения высокопоставленных чиновников и армейских офицеров. После начала революции туркменские рабочие и крестьяне, проживавшие более, чем в 40 населённых пунктах и пользовавшиеся поддержкой Демократической партии Курдистана, конфисковали земли, принадлежавшие отсутствовавших землевладельцам, учредили крестьянские профсоюзы и приступили к совместной обработке земли. Крестьянские советы сформировали Центральную организацию крестьянских советов в Гомбеде-Кавусе, о поддержке которой заявили местные фидаи, впоследствии отказавшиеся от насильственной защиты прав крестьянских советов и принявших активное участие в прекращении боевых действий в Гомбеде-Кавусе. Однако на деятельность ревкома Гомбеде-Кавуса огромнейшее влияние оказывали землевладельцы и муллы. Таким образом, в комитете развернулся конфликт между, с одной стороны, комитетом, гвардией и армией и Центральной организацией крестьянских советов и туркменами Гомбеде-Кавуса, с другой стороны. Туркмены требовали возможности быть представленными в персидских комитетах и ограниченную автономию. После революции землевладельцы вернулись в степь с целью возвращения своих земель. Они направляли ходатайства Временному правительству Ирана и оказывали содействие вооружённым силам, однако к тому моменту крестьянское движение набрало обороты и приобрело организованный характер и деятельность правительства оказалась в степи парализована. Окончательно подавить туркменскую автономию вооружённым силам Ирана удалось лишь в 1982 году.

Флаг Организации освобождения Туркменсахры

После провозглашения Туркменией независимости 27 октября 1991 года среди жителей степи наблюдалась активизация деятельности националистического характера. Так, возникли требования к правительству предоставить региону культурную и языковую автономию, сошедшие на нет уже к концу десятилетия.
В настоящее время шиитская внутренняя политика правительства Исламской Республики Иран способствует нарастанию требований населения Туркменсахры в предоставлении автономии или независимости, вылившихся в 2014—2015 годах в весьма незначительную народную поддержку объединения с Туркменией на севере.
В целом в качестве флага Туркменской степи применяется горизонтальный триколор, состоящий из золотого, красного и зелёного цветов, со светло-голубым трапецоидом наверху, зелёным полумесяцем в центре и красной пятиконечной звездой. В регионе действуют две политические организации, отстаивающие права местного населения — Организация освобождения Туркменсахры и Национально-демократическое движение Туркмении. Флаг первого представляет собой иранский триколор с красными полумесяцем и пятью звёздами на белом фоне; флаг второго — тёмно-зелёное полотно с двумя узкими красными полосами у кромки, белым полумесяцем и пятиконечной звездой.

## Достопримечательности
В Туркменской степи расположены более сотни почитаемых кладбищ, в отношении которых местные жители употребляют термины зияратгах, имамзаде, бок’е, мазар и Сакка кхане. Поклонение им носит всеобщий характер и не зависит от принадлежности к определённой национальности.
В целом они почитаются тремя категориями населения: 1) мусульманами шиитского толка; 2) туркменами, исповедующими ислам суннитского толка; 3) лицами различных национальностей.

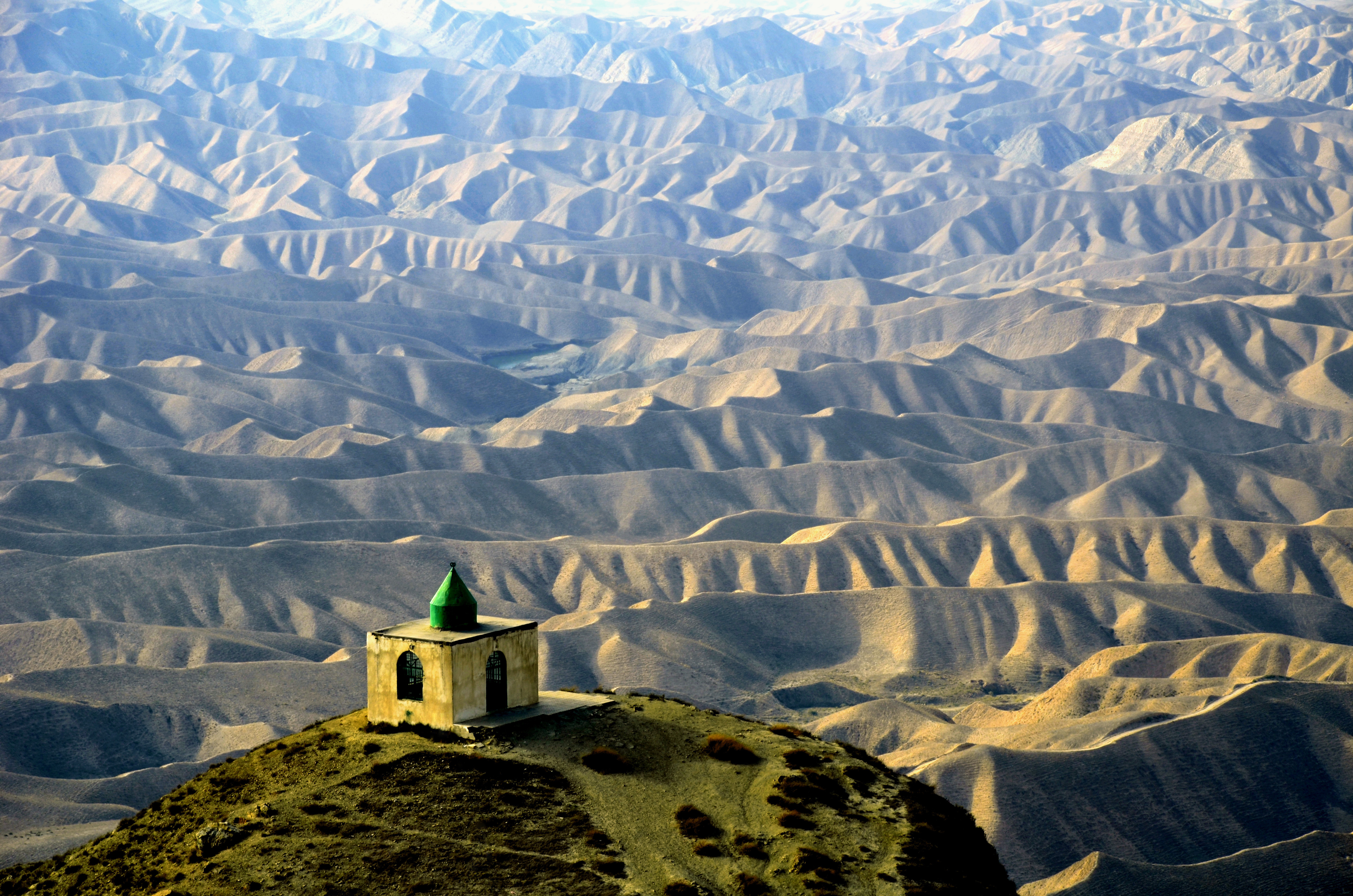
Кладбище Халид Наби. Арамга Чупан (Ата). Остан Голестан

В первую категорию входит 71 кладбище (имамзаде), на которых погребены потомки трёх шиитских имамов: Саджада, Садика и Казима. Они находятся в основном в сельской местности: имамзаде расположено практически на территории каждого кишлака. Расположены в центральной части Туркменской степи, заселённой шиитами. Кладбища носят относительно схожие наименования.
20 кладбищ, почитаемых суннитами, находятся в туркменских населённых пунктах в северо-восточной части остана Голестана. Их эндонимы тюркского происхождения. В целом они принадлежат учителю суфизма (’Ариф), мистическому поэту, а также легендарным личностям, поминаемым местным туркменским населением терминами авлия или священным — авлад: вероятно, сподвижникам, семье пророка Мухаммеда и его последователям — праведным халифам. Кладбища находятся в северной и северо-восточной частях Туркменсахры.
На кладбищах, почитаемых лицами различных национальностей, погребены потомки двенадцати имамов, легендарные личности доисламской эпохи, учителя суфизма и святые. Ряд усыпальниц носит двойное наименование: тюркское, употребляемое туркменами, и арабско-персидское, применяемое иными верующими. Существует 16 таких кладбищ, в числе которых Халид Наби.

## Галерея

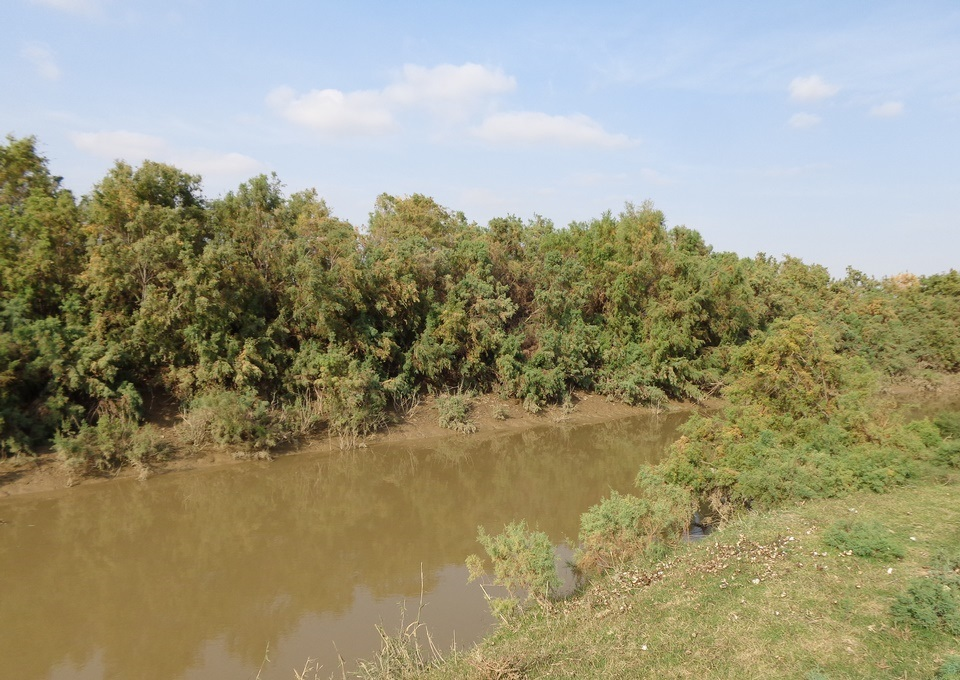
Река Горган в Туркменской степи
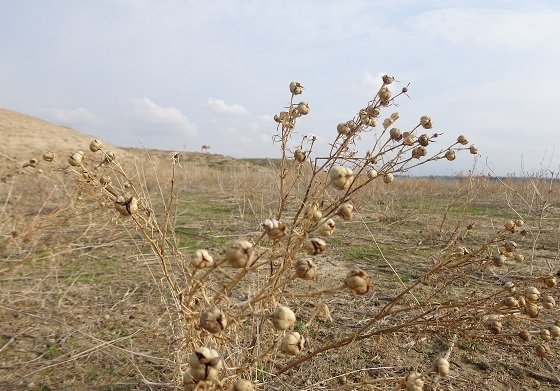
Флора Туркменсахры
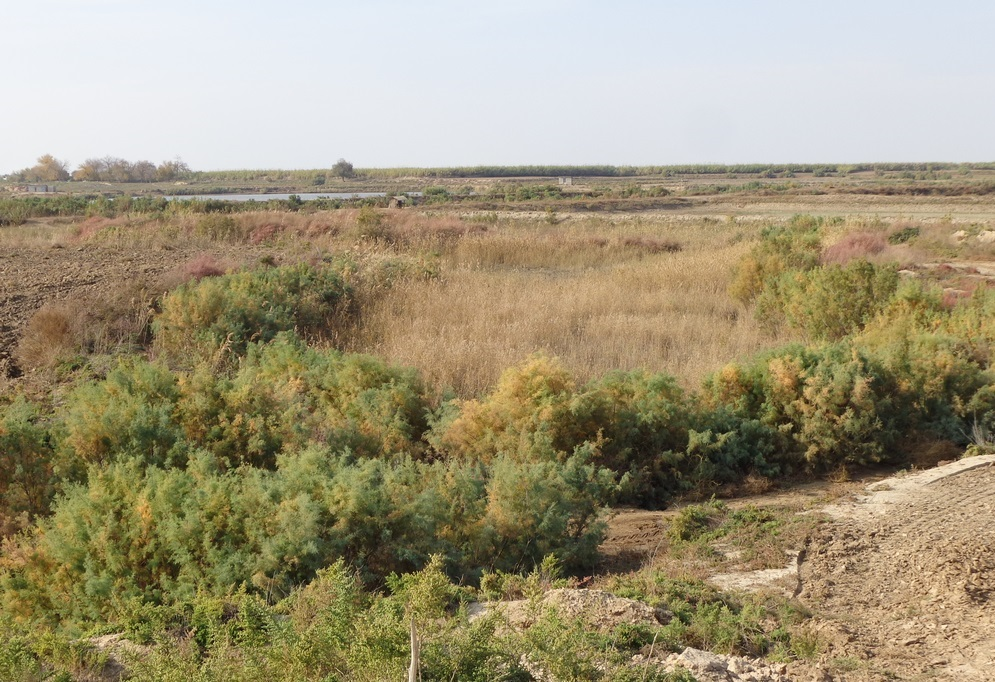
Флора Туркменсахры
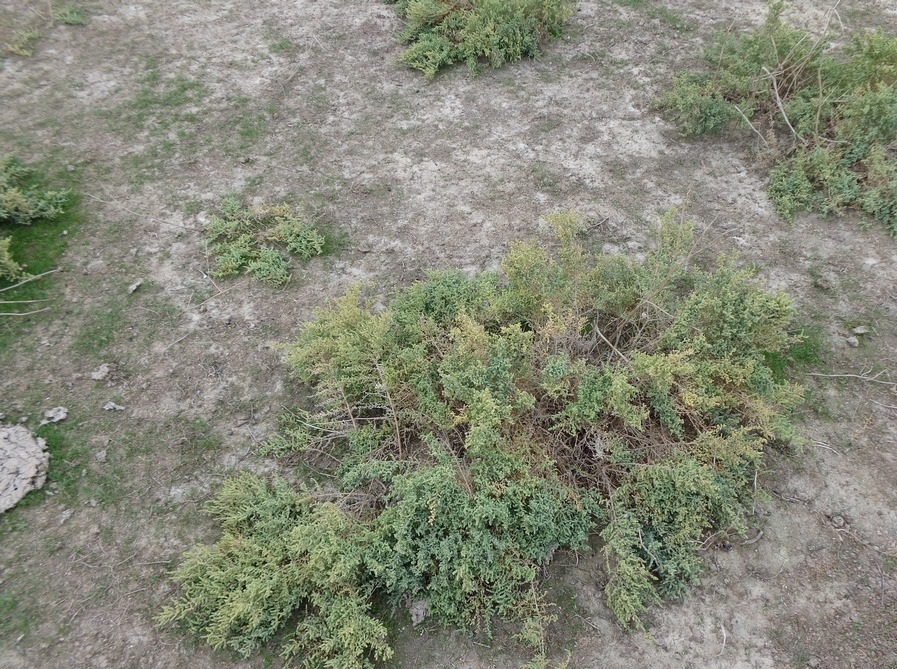
Флора Туркменсахры
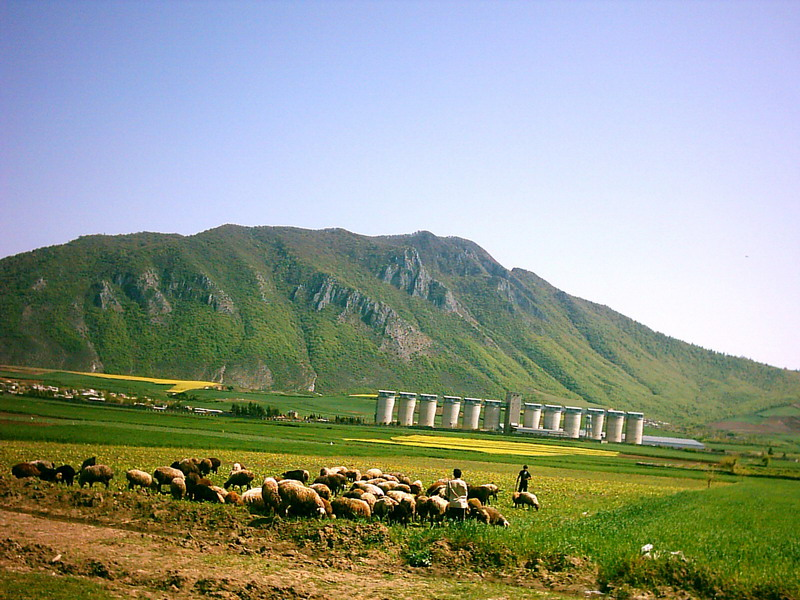
Силосное зернохранилище. Шахрестан Келале. Остан Голестан
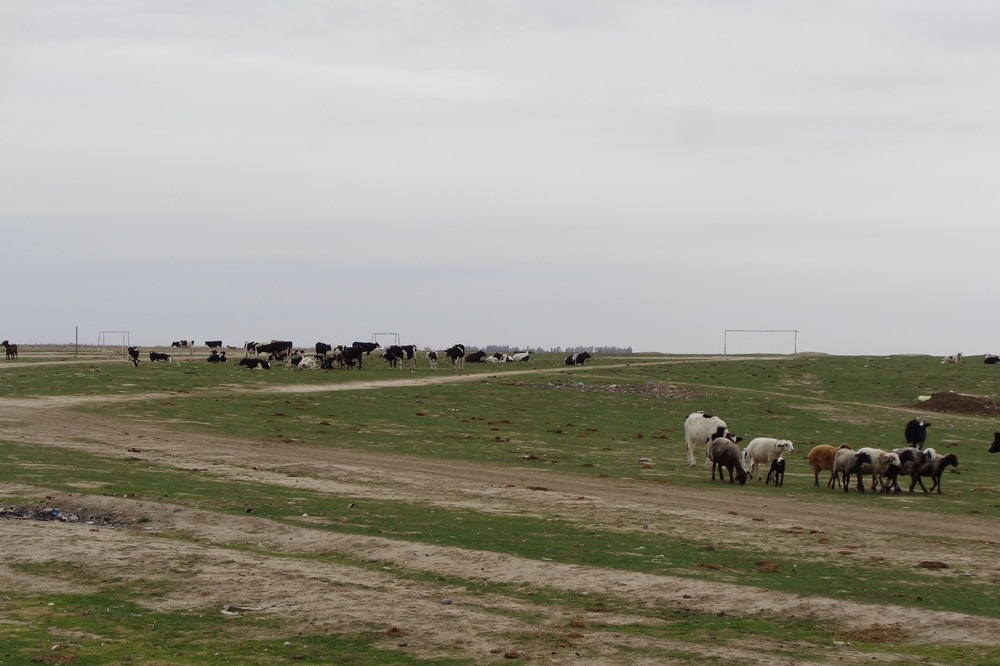
Выгон крупного и мелкого рогатого скота в Туркменской степи

## Комментарии
1. ↑  Омач представляет собой деревянный плуг.
2. ↑  Мала — борона без зубьев.
3. ↑  Кетмень — старинное ручное орудие типа мотыги (Кетмень // Кварнер — Конгур. — М. : Советская энциклопедия, 1973. — (Большая советская энциклопедия : [в 30 т.] / гл. ред.  А. М. Прохоров ; 1969—1978, т. 12).)